# Lorenzo Gafa

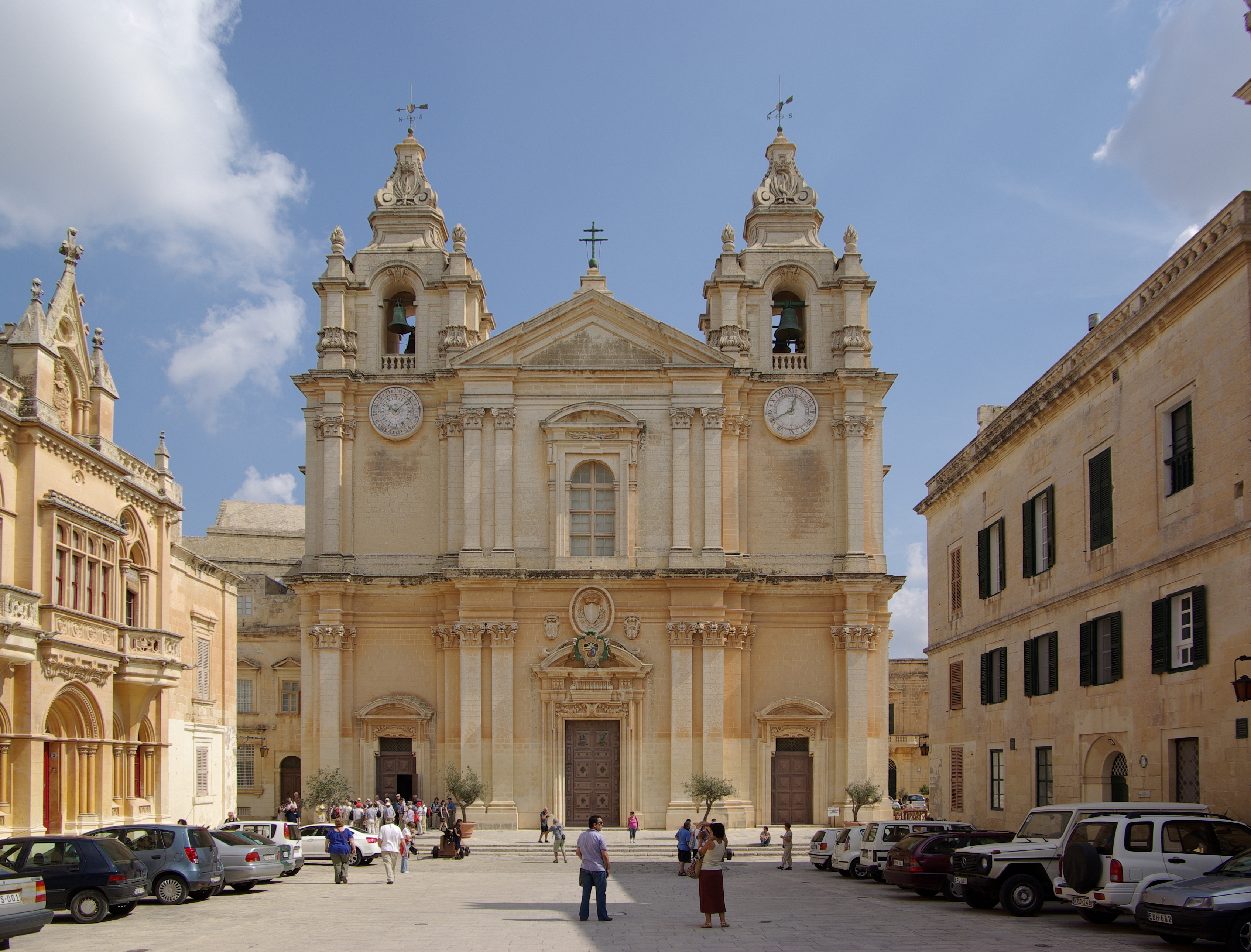
Catedral de San Pablo (Mdina).

Lorenzo Gafa o Cafà (Birgu, 1638-1704) fue un arquitecto y escultor del barroco de Malta.
Nació en Birgu o Vittoriosa y comenzó a trabajar como picapedrero, mientras su hermano era un conocido escultor de nombre Melchiorre Cafà. Durante los primeros años de la década de 1660 desarrolló un fuerte interés para el diseño arquitectónico y ya en 1661 intervino en el coro de la iglesia de San Felipe en Zebbug. También se sabe que en esta época intervino en los retablos del altar mayor de la iglesia de Santa Escolástica y la iglesia de los dominicos de la Anunciación, situadas ambas en Birgu. También diseñó en parte la iglesia de San Nicolás en La Valeta.
También trabajó en la iglesia de San Pablo de Rabat, entre 1664 y 1683, en la iglesia de Sarria de Floriana en 1676 y la iglesia de los carmelitas de Mdina entre 1668 y 1672, también intervino en varias estructuras de la Valletta hasta el 1680. En Mdina también fue el encargado de diseñar el palacio episcopal y entre 1697 y 1702 fue el arquitecto de la catedral de San Pablo.
Diseñó un gran número de templos entre 1680 y 1690, como la iglesia de Santa Catalina en Żejtun, empezada en 1692, y en 1699 Nuestra Señora de la Victoria en La Valletta. También diseñó la iglesia parroquial de Qrendi.